# MARRS
Marrs, stiliseret som M|A|R|R|S, var et musikkollektiv dannet i 1987 i London af medlemmer af de to grupper A.R. Kane and Colourbox, der kun udgav en enkelt single; nummeret "Pump Up the Volume". "Pump Up the Volume" opnåede stor kommerciel succes, hvilket gav M|A|R|R|S omtale som et "one-hit wonder of rare influence".
"Pump Up the Volume" består primært af samples, herunder et sample af et af A.R. Kanes guitarstykker.
Pladen blev udsendt under aliaset MARRS, et akronym af fornavnene af de fem 4AD-artister, der var involveret i projektet: Martyn Young (fra Colourbox), Alex Ayuli og Rudy Tambala (fra A.R. Kane), Russell Smith (medlem af A.R. Kane) og Steve Young (fra Colourbox).
"Pump Up the Volume" blev udgivet med "Anitina" som B-side og blev i Storbritannien udsendt på pladeselskabet 4AD som MARRS' eneste udgivelse. Det var alene "Pump Up the Volume", der opnåede opmærksomhed, men nummeret blev nr. 1 i Storbritannien, Canada, Nederlandene og New Zealand, og blev et top ti hit i mange andre lande. 
Nummeret blev nomineret til en 1989 Grammy Award for Best Pop Instrumental Performance, men Grammy'en gik til "Close-Up" af David Sanborn. I september 1987 annoncerede MARRS, at de ikke ville udgive mere musik.
Medlem af gruppen, Steven Young, døde den 13. juli 2016.